# Ростовщиков, Виктор Борисович
Виктор Борисович Ростовщиков (1926—1995) — советский журналист, главный редактор «Волгоградской правды» (1973—1979). Член Союза журналистов СССР (1957; с 1992 года — Союза журналистов России). Заслуженный работник культуры РСФСР (1974).

## Биография
Родился 10 ноября 1926 года в городе Сталинград (с 1961 года — Волгоград).
С 1942 года был призван в ряды Рабоче-Крестьянской Красной армии, участник Великой Отечественной войны в  составе специальной группы минёров. Воевал на Сталинградском фронте, был участником обороны города Сталинграда, во время боёв был ранен. С 1943 года начал работать монтажником, позже был выбран секретарём комсомольской организации Сталинградской ГРЭС и сотрудником Свердловского областного комитета ВЛКСМ.
С 1945 по 1950 годы работал литературным сотрудником многотиражной газеты «Большевик» Сталинградского завода № 91. В 1950 по 1952 годы работал корреспондентом и в должности ответственного секретаря газеты «Сталинградская правда». С 1952 по 1953 годы работал собственным корреспондентом общесоюзных газет «Правда» и с 1953 по 1954 годы — «Литературная газета». С 1955 по 1971 годы В. Б. Ростовщиков, в течение шестнадцати лет, работал корреспондентом по Узбекской ССР, Волгоградской и Астраханской областей от редакции газеты «Известия». В 1957 году В. Б. Ростовщиков был принят в члены Союза журналистов СССР. В 1962 году закончил заочное отделение Высшей партийной школы при ЦК КПСС.
С 1971 по 1973 годы В. Б. Ростовщиков работал первым заместителем ответственного секретаря общесоюзной газеты «Известия». С 1973 по 1979 годы В. Б. Ростовщиков работал — главным редактором «Волгоградской правды» и руководителем Волгоградской организации  Союза журналистов СССР. С 1979 по 1991 годы В. Б. Ростовщиков был избран — секретарём Волгоградского областного комитета КПСС.
Помимо основной деятельности, В. Б. Ростовщиков с 1975 по 1985 годы избирался депутатом Волгоградского областного Совета народных депутатов.
21 ноября 1974 года «За заслуги в области журналистики»  В. Б. Ростовщикову было присвоено почётное звание — Заслуженный работник культуры РСФСР.
Скончался 26 апреля 1995 года, похоронен на Димитриевском кладбище в городе Волгоград.

## Награды
- Ордена Отечественной война I степени (06.04.1985[4])
- Орден Трудового Красного Знамени
- Два Ордена Красной Звезды (в том числе 30.04.1975[5])
- Два Ордена Знак Почёта
- Медали ВДНХ (серебряная и бронзовая)

### Звания
- Заслуженный работник культуры РСФСР (21.11.1974[2])